# Olbracht Krosnowski
Olbracht (Wojciech) Krosnowski herbu Junosza (zm. w 1672 roku) – podkomorzy lwowski w latach 1671-1672, chorąży warszawski w 1662 roku, podwojewodzi lwowski w 1662 roku, stolnik kamieniecki w latach 1653-1662, starosta krzemieńczucki w 1638 roku, sędzia kapturowy ziemi lwowskiej w 1668 roku.
Poseł sejmiku wiszeńskiego na sejm nadzwyczajny 1654 roku. Poseł sejmiku wiszeńskiego na sejm nadzwyczajny (abdykacyjny) 1668 roku.